# Léon Maier
Léon Maier (* 1. April 1952 in Ensisheim) ist ein ehemaliger französischer Fußballspieler.

## Karriere
Der aus dem Elsass stammende Maier wurde gegen Ende der 1960er-Jahre in die Jugendmannschaft des FC Sochaux aufgenommen. 1970 rückte er mit 18 Jahren in den Kader der ersten Mannschaft auf und präsentierte sich bei insgesamt zwölf Erstligaspielen auf eine positive Weise, sodass sich die Verantwortlichen in Sochaux dafür entschieden, für die Position des Flügelspielers auf den jungen Maier zu setzen. Aufgrund dessen avancierte dieser bereits in seiner zweiten Saison als Profi mit lediglich 19 Jahren zum Stammspieler. Das hatte zur Folge, dass er nicht nur in der Liga, sondern auch in der französischen U-21-Auswahl auflaufen durfte. Später spielte er zudem für die französische B-Nationalelf. Zweimal schaffte er mit seiner Mannschaft den Einzug in den UEFA-Cup, auch wenn diese jeweils früh scheiterte. 
Trotz seines Erfolgs in den ersten Jahren seiner Laufbahn spielte Maier relativ unbeständig und entschied sich im Herbst 1976 nach sechs Jahren in Sochaux für einen Wechsel zum Ligakonkurrenten Stade Rennes. Bei Rennes musste er am Ende der Spielzeit die Erfahrung des ersten Abstiegs seiner Karriere machen, trat den Gang in die zweite Liga allerdings nicht an und kehrte nach neun Monaten zu seinem Ex-Verein aus Sochaux zurück, ohne jedoch seinen Stammplatz wiederzuerhalten. Stattdessen nahm er die Rolle eines „Edeljokers“ ein und war damit ein Ersatzspieler, der in fast jedem Spiel eingewechselt wurde. So kam er in zwei Jahren auf 47 Einsätze, entschloss sich dann aber für seinen endgültigen Abschied aus Sochaux, als er 1979 beim Zweitligisten FC Toulouse unterschrieb. In der südfranzösischen Metropole zählte Maier zu den Leistungsträgern seiner Mannschaft, die sich dem Aufstieg in die erste Liga immer weiter annäherte und 1982 den Sprung schaffte. Er verbrachte noch ein Jahr in der ersten Liga, ehe er 1983 seine Profilaufbahn mit 31 Jahren beendete.